# Normes d'ús lingüístic
Les normes d'ús lingüístic són normes socials que determinen el comportament lingüístic dels parlants, per tant, són conegudes pels membres d'una comunitat lingüística. Dit d'una altra manera, determinen l'adequació comunicativa entre els seus parlants, ja que estableixen unes normes de conducta lingüística que permeten, possibiliten i determinen la interacció dels seus membres.
El terme normes d'ús lingüístic fou introduït pel sociolingüista valencià Lluís Vicent Aracil en referir-se al bilingüisme com la “distribució de dos idiomes en forma de variació”; aquesta definició incloïa la noció de diglòssia que els sociòlegs Charles A. Ferguson i Joshua Fishman havien popularitzat per a definir l'ús o tria -que en feien els parlants d'una comunitat- de diferents variants d'un idioma en ocasions diferents. Però L. V. Aracil –crític amb aquesta definició- preferí atorgar-li el terme de “normes d'ús lingüístic”: La decisió d'usar (o no usar pas) el català dins els àmbits de l'educació ‘formal', sancionada i reconeguda pel poder establert, és una norma d'ús lingüístic anàloga a qualsevol altra –sols que més important que moltes altres”, un concepte que desenvoluparà en l'article “Educació i sociolingüística”.
Ruiz, Sanz i Solé (2001) estableixen que les normes d'ús fixen no només la variació lingüística, sinó també el registre i l'idioma que els parlants usen en un àmbit determinat i en un context comunicatiu concret. A més, tenint en compte que les normes d'ús lingüístic s'engloben dins del conjunt de les diferents normes socials, es pot considerar que els seus trets distintius són equivalents als de les normes socials.
Per tant, les normes d'ús lingüístic, com a normes socials, es caracteritzen per:
- a) ser diferents en funció de l'àmbit i del grup social al qual pertanyin i, per tant, poden entrar en contradicció –aleshores parlem de conflicte de normes-
- b) ser fruit de la diversitat de valors, creences, ideologies i representacions socials que conviuen en una societat;
- c) establir determinades formes de penalització  als parlants que no s'hi sotmeten  -com la burla, la indiferència o la recriminació indirecta;
- d) ser creades pels grups socials dominants, tot i que, en els grups socials no dominants, -com a contraposició-, se'n creen d'alternatives –per exemple: el llenguatge transgressor, o bé, la lleialtat lingüística-;
- e) com a la resta de normes socials, l'ús lingüístic s'aprèn i s'interioritza en l'àmbit familiar, a l'escola, al carrer o als  mitjans de comunicació, la família; f) són potencialment canviants, si es dona el cas que els parlants en facin un ús intencional.

Cal diferenciar, però, entre les normes lingüístiques o gramaticals (aquelles que formen part d'un codi normatiu i fan referència a l'estructura de la llengua) i les normes d'ús lingüístic (referides al comportament, les actituds i l'ús lingüístic dels parlants). Aquestes últimes condueixen l'acció dels individus i creen hàbits lingüístics que predisposaran el comportament futur dels parlants.
Un hàbit lingüístic consolidat, per exemple -que vàrem heretar com a norma lingüística durant el franquisme- és el fet que un catalanoparlant es dirigeixi en castellà a un castellanoparlant encara que aquest sàpiga o entengui el català, o bé, parlar en castellà a un estranger malgrat aquest no sàpiga castellà ni català. És un exemple d'ús lingüístic convencional que la societat catalana l'ha adaptat i considerat normal en perjudici de la substitució de la llengua autòctona.
Aracil, en el seu article ja citat “Educació i sociolingüística”,fa referència als dos tipus d'usos lingüístics i, defineix l'ús convencional com aquell:
| « | Subjecte a un sistema de normes, que exerceix la “funció de fons o marc de referència”, són normes més o menys “maquinals” i, en certs sectors socials i geogràfics de la nostra societat es reclou l'ús del català dins uns àmbits convencionals amb connotacions o adherències que semblen bloquejar l'extensió del seu ús | » |

En canvi, dirà de l'ús intencional:
| « | Depèn de les actituds, les motivacions i els objectius de les persones. Les situacions concordants de molts individus en moltes situacions poden transformar les normes d'ús lingüístic. És típic que el simple ús d'una determinada varietat lingüística dins uns determinats contextos no-convencionals siguin social i políticament marcat i marcant, ja que es tracta d'un acte deliberat, amb una càrrega simbòlica i polèmica. [...]És clar que l'ús del català fora dels seus àmbits convencionals actuals pot ésser mal interpretat i provocar reaccions desfavorables –risc que acompanya a tot intent de forçar la situació" | » |

I afirmarà que, per contrast, l'ús intencional ens ajuda a entendre l'ús convencional:
| « | Les normes d'ús són dictades i reforçades per una societat que les imposa d'una manera quasi irresistible, són impersonals, objectives, encara que siguin pures convencions, semblen una ‘necessitat natural'. La gent les compleixen i les fan complir, sense saber per què, sense adonar-se'n. Però en realitat han estat el resultat d'un joc de forces [...]. Són sempre respostes a (i solucions de) problemes pràctics, quasi tots els quals són dilemes | » |
| — | |   |

Per tant, parlarem d'ús intencional quan aquestes normes d'ús “convencional” es posen en dubte i no són seguides per determinats grups socials que es mostren disconformes i decidits a recuperar l'ús de la llengua, Aracil posa com a exemple el fenomen de la Nova Cançó catalana. Aquest és el cas també de les polítiques lingüístiques establertes tant pels governs com per les societats civils. En aquest sentit, Aracil utilitzarà l'expressió normalització lingüística -en el seu treball “Conflit linguistique et normalisation linguistique dans l'Europe nouvelle”- per actuar, amb les normes de funcionament sociocultural d'una llengua, sobre una comunitat lingüística per tal de canviar les actituds, les normes de comportament i els usos:
| « | “[…] la normalització lingüística […] consisteix a reorganitzar les funcions lingüístiques de la societat per tal de readaptar les funcions socials de la llengua a unes condicions ‘externes' canviants | » |
| — | |   |

| « | “[…] la normalització consisteix sobretot a elaborar i posar en vigor sistemes de normes d'ús lingüístic | » |
| — | |   |

Guillem Calaforra ens parla de la naturalesa de les normes d'ús:
| « | són patrons normatius implícits que formen part de la competència comunicativa i que regulen l'aparició de les varietats lingüístiques en els diferents àmbits d'ús | » |

Quan apareix una varietat en un àmbit que no li pertoca es produeix un conflicte lingüístic, és a dir, una transgressió efectiva d'una norma d'ús motivada per l'ús lingüístic intencional del parlant i, com a conseqüència, es crea la situació conflictiva. Afirmarà també que la repetició constant d'un ús lingüístic intencional pot canviar els hàbits de comportament, és a dir, pot propiciar la inversió d'un procés de substitució d'una llengua minoritzada i, per tant, significaria canviar-ne també les normes d'ús.
L'escriptor i periodista Joan Garí (1990) fa referència al terme aracilià de la “normalització lingüística” és com la solució positiva al conflicte lingüístic i , ja que diu
| « | consisteix en la restitució en la llengua X de les normes d'ús conculcades per l'acció de Y | » |

Així mateix, recull que, segons Aracil, la normalització és una reorganització de les funcions lingüístiques de la societat per tal de readaptar les funcions socials de la llengua. Per això, diu el sociòleg, la normalització ha de ser conscient, prospectiva i previsora.

## Antecedents
Els primers a encunyar el concepte “normes d'ús” van ser Joshua Fishman (1971), i William Labov (1983). Fishman les definia com “pautes socials, acceptades àmpliament, d'ús lingüístic i de conducta i actitud envers la llengua”. En l'àmbit català, ja s'ha dit que va ser Lluís V. Aracil qui va introduir aquest terme i va destacar que l'ús lingüístic obeeix a certes normes o hàbits.
Francesc Vallverdú recull l'estudi de Kathryn A. Woolard que analitza la situació de normes d'ús lingüístic des del punt de vista de la sociolingüística del català. Segons el seu estudi, la norma tradicional es basava a emprar només el català entre els catalanoparlants. En aquells anys (1979- 1980) va identificar també casos en els quals la tria de la llengua es feia segons la llengua que es parlava en aquell moment. És l'inici de la norma bilingüe.